# Bene mio e core mio
Bene mio e core mio, conosciuta anche solo come Bene mio core mio è una commedia in tre atti scritta da Eduardo De Filippo nel 1955 e inserita dall'autore nella raccolta Cantata dei giorni dispari.

## Storia
Fu rappresentata per la prima volta a Roma, al Teatro Eliseo, l'11 novembre 1955. Gli interpreti erano: Eduardo De Filippo, Dolores Palumbo, Nino Veglia, Rino Genovese, Pietro De Vico, Ugo D'Alessio, Elisa Valentino, Isa Danieli, Lello Grotta, Maria Vinci, Peppino De Martino, Nello Ascoli, Luisa Conte, Lilly Romanelli, Pietro Carloni, Giuseppe Anatrelli, Luca De Filippo.
Nel 1964 fu realizzata la messa in scena televisiva curata dallo stesso Eduardo per il secondo ciclo de Il Teatro di Eduardo della Rai.

## Trama
Lorenzo Savastano, un restauratore di quadri del Vomero, vorrebbe sposarsi, ma la non più giovane sorella Chiarina ostacola egoisticamente questi progetti, per non dividere con l'eventuale cognata il potere che ha in casa e che esercita anche su di lui. Esasperato, Lorenzo decide allora di accettare un'offerta di lavoro in America, e parte. Durante la sua assenza, Chiarina viene sedotta dallo scaltro e interessato ortolano Filuccio. Al ritorno, Lorenzo apprende che la sorella aspetta un figlio. Filuccio si dice allora disposto a sposare Chiarina, a patto che Lorenzo gli ceda un locale dove progettava da tempo di aprire una rivendita di frutta e verdura, e la casa sovrastante; ma per non mostrare le vere intenzioni che lo hanno mosso a far innamorare di sé la donna, dichiara di voler intestare tutto alla vecchia madre, vedova e malata, Virginia. Lorenzo scopre che Virginia non è la vera madre bensì la matrigna di Filuccio, ma non solo: la donna è ancora giovane e attraente, ed è per di più una ricchissima possidente terriera, che Filuccio ha raggirato fingendo di essere in contatto con lo spirito di suo padre, per impedirle di risposarsi e perdere così l'eredità. Lorenzo allora si vendica dell'ortolano, assegnando la casa e il negozio a Virginia come questi gli aveva chiesto, ma rivelando agli sbigottiti Chiarina, Filuccio e suo zio Gaetano - che corteggiava invano la giovane vedova e ne amministrava le proprietà - di aver deciso di sposare Virginia, dopo aver peraltro realizzato di volerle davvero bene.

## Analisi
L'atmosfera della commedia è quella classica della commedia napoletana, con liti familiari che diventano pubbliche e un coro di divertenti personaggi secondari che intervengono nelle vicende dei fratelli Savastano. Lo stesso Eduardo definì Bene mio e core mio la più napoletana delle sue commedie. L'intreccio della commedia è basato in buona parte sulla sorpresa. I personaggi si svelano poco a poco, e l'inganno di Filuccio si scioglie soltanto alla fine del secondo atto, con l'entrata in scena di Virginia.
La commedia, all'uscita riscosse un discreto successo, anche se la sua struttura fu criticata perché giudicata poco equilibrata, soprattutto per l'improvviso capovolgimento di situazione del terzo atto, ed inoltre una parte della critica s'infastidì per il realismo del linguaggio e della situazione, che all'epoca parve eccessivo.